# Parodiusserien
Parodius (パロディウス Parodiusu?) (av parodi + Gradius) är en dator- och TV-spelsserie. Spelen är en serie rymd-shoot 'em up-spel utvecklade av Konami, och består av parodier på främst Gradiusspelen. Första spelet släpptes 1988.

## Spel

### Huvudserien
| Titel                                             | Släppår |
| ------------------------------------------------- | ------- |
| Parodius: The Octopus Saves the Earth             | 1988    |
| Parodius! From Myth to Laughter                   | 1990    |
| Fantastic Parodius - Pursue the Glory of the Past | 1994    |
| Jikkyō Oshaberi Parodius                          | 1995    |
| Sexy Parodius                                     | 1996    |
| Paro Wars                                         | 1997    |
| Little Pirates                                    | 1998    |
| CR Parodius Da! EX                                | 2000    |
| CR Parodius Da! ZE                                | 2000    |
| CR Parodius Da! 2                                 | 2000    |
| CR Saikoro Tin Douty                              | 2004    |
| CR Gokujō Parodius!                               | 2006    |
| Gokuraku Parodius                                 | 2010    |
| Gokuraku Parodius A                               | 2010    |

### Fotnoter
1. ↑  ”Parodius series” (på engelska). Mobygames. Arkiverad från originalet den 5 september 2015. https://web.archive.org/web/20150905134949/http://www.mobygames.com/game-group/parodius-series. Läst 23 april 2015.